# Irish Army
L'Irish Army, conosciuto semplicemente come Army (in irlandese: an tArm), è la componente terrestre delle Defence Forces dell'Irlanda. Circa 7.300 persone hanno prestato servizio nell'esercito irlandese su base permanente a partire da maggio 2016, e c'erano 1.600 riservisti attivi, divisi in due brigate organizzate geograficamente. Oltre a mantenere i suoi ruoli primari della difesa dello Stato e della sicurezza interna dello Stato, dal 1958 l'esercito ha avuto una presenza continua nelle missioni di pace in tutto il mondo. L'esercito partecipa anche ai Gruppi tattici dell'Unione Europea. L'Air Corps e il Naval Service sostengono l'esercito nello svolgimento dei suoi compiti.

## Ruoli dell'esercito
I ruoli dell'Esercito sono:
- Difendere lo stato irlandese contro l'aggressione armata.
- Dare aiuto al potere civile (ATCP). Ciò significa che l'esercito assiste, quando richiesto, la Garda Síochána, che ha la responsabilità primaria della legge e dell'ordine in Irlanda.
- Partecipare a operazioni multinazionali di sostegno alla pace, gestione delle crisi e soccorso umanitario a sostegno delle missioni di pace delle Nazioni Unite e dell'EUFOR (solo missioni di mantenimento della pace approvate dall'ONU).
- Svolgere altri compiti che possono essere loro assegnati di volta in volta. Ad esempio, assistenza in occasione di calamità naturali, assistenza in relazione alla manutenzione dei servizi essenziali, ecc.

## Storia

### Le origini
Le Defence Forces, compreso l'esercito, fanno risalire le loro origini all'Irish Republican Army (IRA), l'organizzazione di guerriglia che combatté le forze governative britanniche durante la guerra d'indipendenza irlandese. Nel febbraio 1922, il governo provvisorio iniziò a reclutare volontari nel nuovo National Army.
Il governo provvisorio venne istituito il 16 gennaio 1922 per assumere il potere nel nuovo Stato Libero d'Irlanda. Il 31 gennaio 1922, un'ex unità dell'IRA (la Dublin Guard) assunse il suo nuovo ruolo di prima unità del nuovo National Army e rilevò la Beggars Bush Barracks, la prima caserma britannica ad essere consegnata al nuovo Stato Libero d'Irlanda. Il primo comandante in capo del National Army, Michael Collins, prevedeva che il nuovo esercito fosse costruito attorno all'IRA preesistente, ma oltre la metà di questa organizzazione respinse i compromessi richiesti dal Trattato anglo-irlandese che istituì lo Stato Libero d'Irlanda e favorì il sostegno della rivoluzionaria Repubblica irlandese che era stata fondata nel 1919.
In quanto tale, dal gennaio 1922 fino alla fine di giugno e allo scoppio della guerra civile irlandese, esistevano due forze armate antagoniste: il National Army, costruito da un nucleo di unità dell'IRA filo-Trattato, e armato e pagato dal governo provvisorio; e l'IRA anti-Trattato che si rifiutò di accettare la legittimità del nuovo stato. Entrambe le forze continuarono ad utilizzare il titolo in lingua irlandese Óglaigh na hÉireann, che era stato precedentemente utilizzato sia dall'IRA originale che dal suo predecessore, gli Irish Volunteers della metà del 1910. Nel luglio 1922, il Dáil Éireann autorizzò a raccogliere una forza di 35.000 uomini; nel maggio 1923 questa era cresciuta fino a 58.000. Il National Army non aveva l'esperienza necessaria per addestrare una forza di quelle dimensioni, tanto che circa un quinto dei suoi ufficiali e metà dei suoi soldati erano ex militari irlandesi dell'esercito britannico, che gli apportarono una notevole esperienza.

### La guerra civile

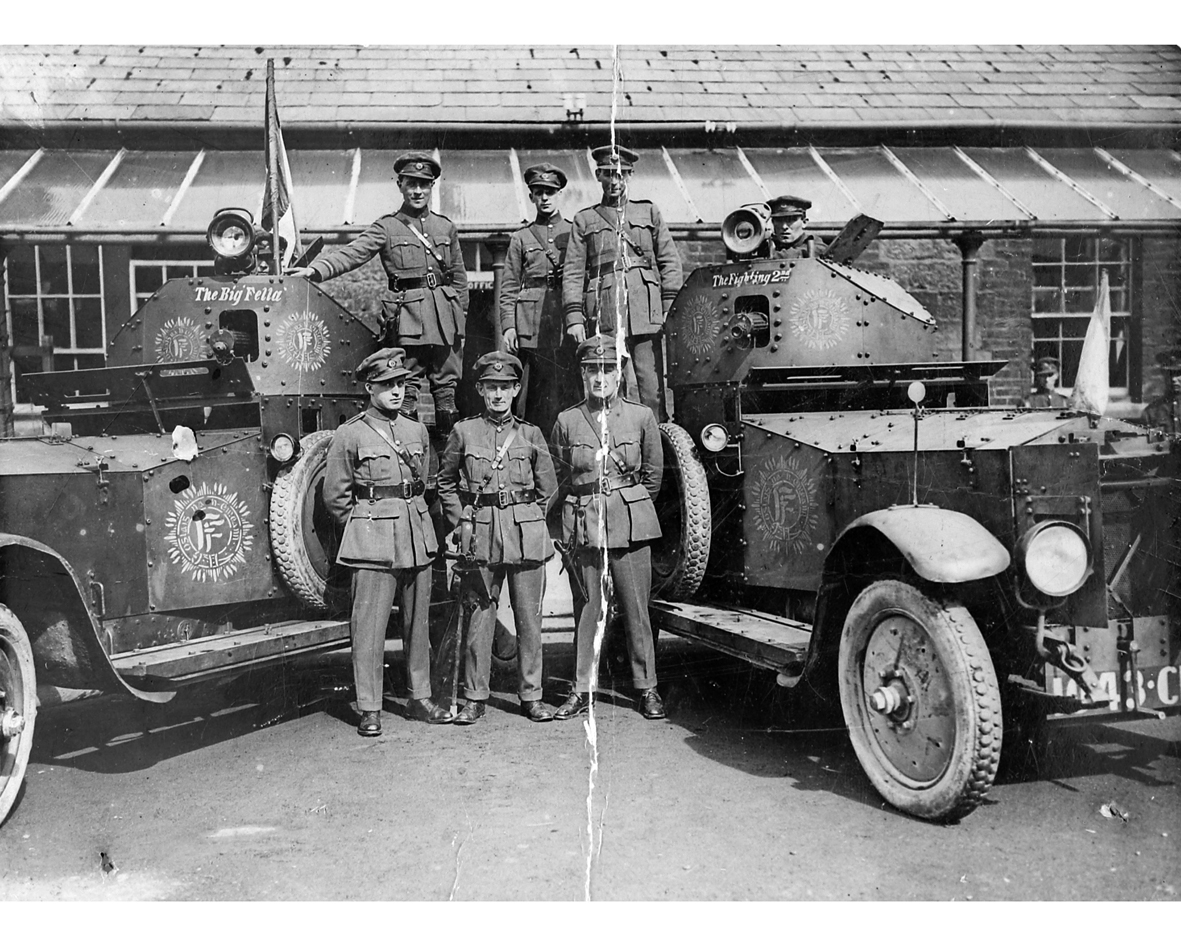
Autoblindo Rolls-Royce fotografata durante la guerra civile

La guerra civile irlandese scoppiò il 28 giugno 1922. Il partito favorevole al Trattato Sinn Féin aveva vinto le elezioni del 16 giugno. Gli inglesi stavano esercitando una pressione crescente sul governo affinché affermasse il suo controllo sulle unità anti-Trattato dell'IRA che avevano occupato le Four Courts a Dublino; questa guarnigione aveva rapito JJ O'Connell, un tenente generale del National Army.
Nelle prime settimane della guerra civile, il National Army di recente formazione era composto principalmente da unità dell'IRA filo-Trattato, in particolare la Dublin Guard, i cui membri avevano legami personali con Michael Collins. La sua dimensione era stimata in circa 7.000 uomini, in contrasto con i circa 15.000 uomini dell'IRA anti-Trattato. Tuttavia, lo Stato Libero reclutò presto molti più soldati, con le dimensioni dell'esercito che raggiunsero 55.000 uomini e 3.500 ufficiali entro la fine della guerra civile nel maggio 1923. Molte delle sue reclute erano irlandesi temprati dalla guerra che avevano prestato servizio nell'esercito britannico durante la prima guerra mondiale. W. R. E. Murphy, un secondo in comando dell'National Army nella guerra civile (dal gennaio al maggio 1923), era stato tenente colonnello dell'esercito britannico, così come Emmet Dalton. In effetti, lo Stato Libero reclutava soldati esperti da dove poteva; altri due dei suoi generali anziani, John T. Prout e J.J. "Ginger" O'Connell, avevano prestato servizio nell'Esercito degli Stati Uniti.
Il governo britannico fornì al National Army uniformi, armi leggere, munizioni, artiglieria e unità corazzate, che gli permisero di portare la guerra civile a una conclusione relativamente rapida. Le Four Courts e O'Connell Street vennero prese dalle unità dell'IRA anti-Trattato durante la battaglia di Dublino nel luglio 1922. L'IRA anti-Trattato venne rimossa anche da Limerick e da Waterford in quel mese e Cork e la Contea di Kerry vennero assicurate in un'offensiva decisiva via mare ad agosto.
Il resto della guerra fu una guerriglia, concentrata in particolare nel sud e nell'ovest del paese. Il 15 ottobre, Piaras Béaslaí, il direttore delle comunicazioni dello Stato Libero, inviò alla stampa direttive secondo cui i soldati dello Stato Libero dovevano essere denominate "National Army", "Irish Army", o semplicemente "soldati". I soldati anti-Trattato dovevano essere chiamati "irregolari" e non dovevano essere indicati come "repubblicani", "IRA", "forze" o "soldati", né potevano essere dati i gradi dei loro ufficiali. Le unità dell'National Army, in particolare la Dublin Guard, vennero implicate in una serie di atrocità contro combattenti anti-Trattato catturati.
Il National Army subì circa 800 vittime nella guerra civile, compreso il suo comandante in capo, Michael Collins. Collins venne sostituito da Richard Mulcahy.
Nell'aprile 1923, l'IRA anti-Trattato chiese un cessate il fuoco e in maggio ordinò ai suoi combattenti di "deporre le armi", ponendo effettivamente fine alla guerra.

### Il National Army
Con la fine della guerra civile, il National Army era diventato troppo grande per un ruolo in tempo di pace ed era troppo costoso da mantenere per il nuovo stato irlandese. Inoltre, molte delle reclute della guerra civile erano mal addestrate e indisciplinate, il che le rendeva materiale inadatto per un esercito professionale a tempo pieno. Lo Special Infantry Corps venne istituito per svolgere il primo dovere dell'esercito del dopoguerra, interrompere gli scioperi dei braccianti agricoli a Munster e nel Leinster meridionale, nonché per invertire il sequestro delle fabbriche dei socialisti.
Richard Mulcahy, il nuovo ministro della Difesa irlandese, propose di ridurre l'esercito da 55.000 a 18.000 uomini nell'immediato dopoguerra. Ciò provocò l'ammutinamento tra gli ufficiali del National Army nel 1923-1924, in particolare tra gli ex ufficiali dell'IRA che ritenevano che gli ex ufficiali dell'esercito britannico fossero trattati meglio di loro.
Il 3 agosto 1923, il nuovo Stato approvò il Defence Forces (Temporary Provisions) Act che consolidava le basi legali delle forze armate esistenti.. Questa legge istituì "una forza armata chiamata Óglaigh na hÉireann (di seguito denominata the Forces) composta da un numero di ufficiali, sottufficiali e uomini che può essere di volta in volta fornito dall'Oireachtas." La data di costituzione delle Defence Forces fu il 1º ottobre 1924. Il termine "National Army" cadde in disuso.
L'esercito aveva un nuovo stabilimento, organizzazione, contrassegni di grado, copricapo ed ordini di abbigliamento. L'Air Service del National Army divenne Air Corps e rimase parte dell'esercito fino agli anni '90. Venne creata un'unità di sola lingua irlandese - An Chéad Chathlán Coisithe (in inglese: The First Infantry Battalion) stabilita a Galway, e funzionava esclusivamente per mezzo della prima lingua ufficiale dello stato irlandese.

### L'Emergenza
L'Irlanda rimase neutrale durante la seconda guerra mondiale, che venne chiamata "The Emergency" dal governo irlandese. Circa 5.000 soldati disertarono e si unirono alle forze armate britanniche. Coloro che tornarono nel 1945 vennero licenziati sommariamente dalle forze armate e squalificati da qualsiasi forma di impiego finanziato dallo stato per sette anni. Questi soldati in seguito ricevettero un'amnistia ufficiale e delle scuse dal governo irlandese (il 7 maggio 2013).
Nonostante la posizione di neutralità irlandese, l'esercito fu notevolmente ampliato durante la guerra (con più reclutati nella forze di riserva). Al suo apice, l'esercito era composto da quasi 41.000 persone, con altri 106.000 riservisti. Questa espansione venne intrapresa di fronte a potenziali invasioni da parte delle potenze Alleate o dell'Asse (entrambe avevano elaborato piani di emergenza per invadere l'Irlanda).
Nell'Incursione di Natale del 1939, i resti dell'IRA rubarono una grande quantità di munizioni di riserva dell'esercito irlandese dalla sua discarica al Magazine Fort nel Phoenix Park di Dublino. Mentre ciò venne visto come fonte d'imbarazzo per l'esercito irlandese, la maggior parte venne recuperata.
Per tutta la durata della guerra, l'Irlanda, sebbene formalmente neutrale, sostenne tacitamente gli Alleati in diversi modi. Ad esempio, il Corridoio del Donegal permise agli aerei militari britannici con sede nella Contea di Fermanagh di volare attraverso lo spazio aereo irlandese verso l'Atlantico, aumentando così notevolmente il loro raggio operativo. G2, la sezione d'intelligence dell'esercito, svolse un ruolo nell'individuazione e nell'arresto di spie tedesche, come Hermann Görtz.

## Missioni di pace
Da quando l'Irlanda è entrata a far parte delle Nazioni Unite nel 1955, l'esercito è stato schierato in molte missioni di pace. La prima di queste missioni ebbe luogo nel 1958, quando un piccolo numero di osservatori venne inviato in Libano. Un totale di 86 soldati irlandesi sono morti al servizio delle Nazioni Unite dal 1960.

### Congo
Il primo importante spiegamento all'estero avvenne nel 1960, quando le truppe irlandesi vennero inviate nel Congo come parte della forza delle Nazioni Unite ONUC. Il Congo Belga divenne una repubblica indipendente il 30 giugno 1960. Dodici giorni dopo, il governo congolese richiese l'assistenza militare delle Nazioni Unite per mantenere la sua integrità territoriale. Il 28 luglio 1960 il tn. col. Murt Buckley guidò il 32º Battaglione irlandese nel nuovo paese centrafricano indipendente. Questa è stata l'impresa più costosa per l'esercito dalla guerra civile, poiché 26 soldati irlandesi persero la vita.
Nove morirono in un singolo incidente chiamato "Imboscata di Niemba", in cui ad una pattuglia irlandese di undici uomini venne tesa un'imboscata da tribù locali. Nove soldati irlandesi e circa 25 membri della tribù vennero uccisi. Una commemorazione dell'imboscata di Niemba viene ospitata ogni anno dall'Irish Veterans Organization (ONET) alla Cathal Brugha Barracks, il sabato più vicino alla data effettiva dell'imboscata.
Uno dei più grandi impegni dell'ONUC in cui furono coinvolte le truppe irlandesi fu l'assedio di Jadotville. Durante questa azione, un piccolo gruppo di 150 soldati irlandesi (Compagnia "A", 35º Battaglione) venne attaccato da una forza più grande di quasi 4.000 soldati katangesi, nonché da mercenari francesi, belgi e rhodesiani, e supportato da un aereo da addestramento (un Fouga CM.170 Magister), attrezzato per l'attacco al suolo. I soldati irlandesi respinsero ripetutamente gli attaccanti e abbatterono l'artiglieria nemica e le postazioni di mortaio usando mortai da 60 mm. Venne fatto un tentativo da parte di 500 soldati irlandesi e svedesi di sfondare verso la compagnia assediata, ma fallì. Il comandante irlandese alla fine si arrese. Un piccolo numero di soldati irlandesi venne ferito, ma nessuno ucciso. Si stima che fino a 300 dei loro aggressori vennero uccisi, inclusi 30 mercenari bianchi, e fino a 1.000 feriti.
Un totale di 6.000 irlandesi hanno prestato servizio in Congo dal 1960 al 1964.

### Cipro e Sinai
A partire dal 1964, le truppe irlandesi hanno prestato servizio come forze di pace delle Nazioni Unite a Cipro (UNFICYP). Finora vi hanno prestato servizio oltre 9.000 irlandesi, senza subire perdite.
Nel 1973, un gruppo di fanteria e alcune truppe logistiche vennero ritirate da Cipro con breve preavviso per servire nel deserto del Sinai tra Egitto e Israele come parte della forza delle Nazioni Unite che supervisionò il cessate il fuoco che pose fine alla guerra del Kippur.
Dal 1976 al 1981, l'UNFICYP è stato comandato da un ufficiale irlandese, il maggiore generale James Quinn.

### Libano

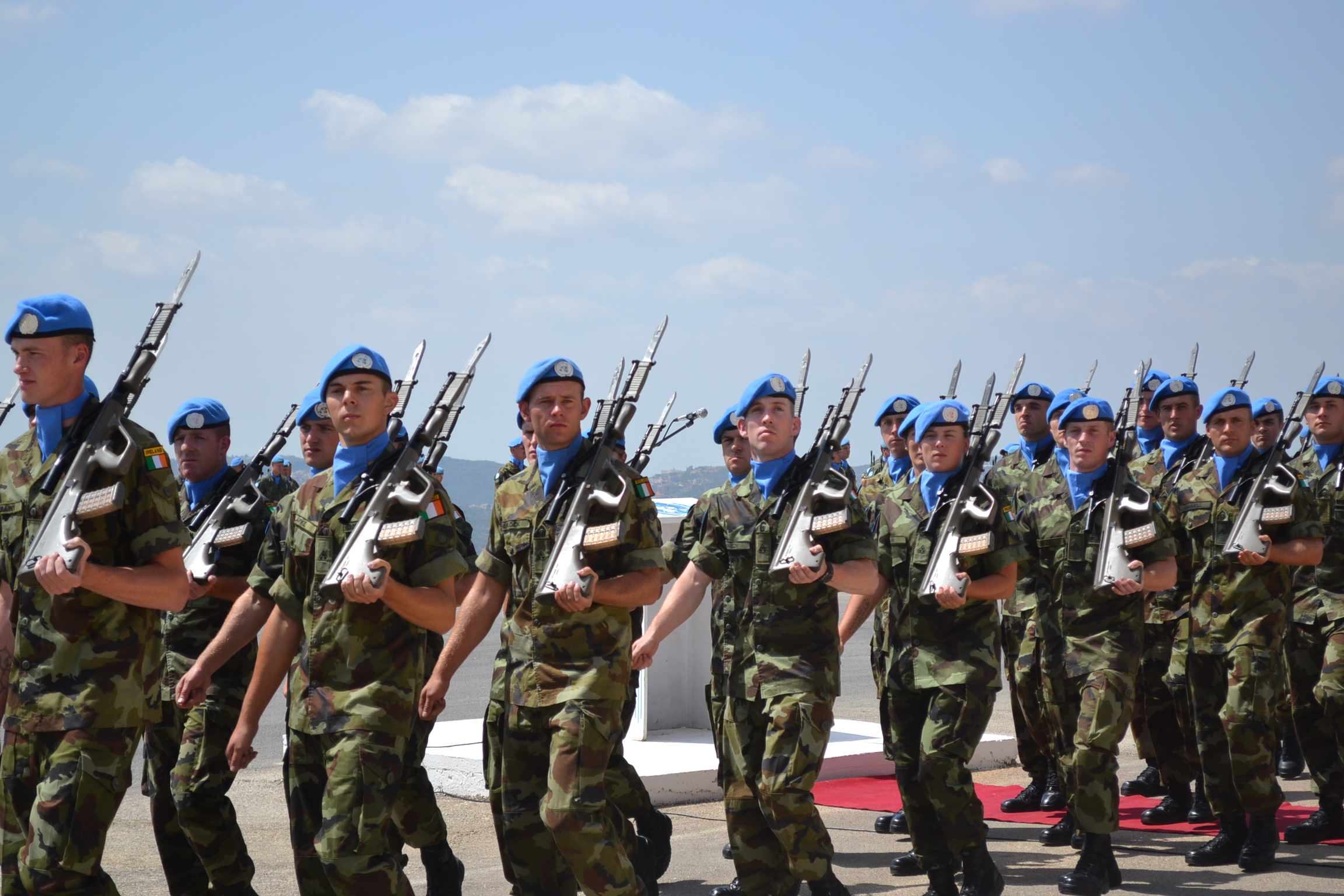
Irish troops serving with UNIFIL in 2013

Dal 1978 al 2001, un battaglione di soldati irlandesi venne dispiegato nel Libano meridionale, come parte della forza di mandato delle Nazioni Unite UNIFIL. Il battaglione irlandese era composto da 580 membri del personale che venivano ruotati ogni sei mesi, più altri quasi 100 nel quartier generale dell'UNIFIL e nella Force Mobile Reserve. In tutto, 30.000 soldati irlandesi hanno prestato servizio in Libano per 23 anni.
Le truppe irlandesi in Libano avevano inizialmente lo scopo di supervisionare il ritiro delle Forze di difesa israeliane dall'area dopo un'invasione nel 1978 e di prevenire combattimenti tra le forze dell'Organizzazione per la Liberazione della Palestina e Israele.
Nell'aprile 1980, tre soldati irlandesi furono uccisi in un episodio di violenza vicino a At Tiri nel sud del Libano. Il 16 aprile 1980, i soldati che tentavano di creare un posto di blocco vicino ad At Tiri vennero attaccati da membri dell'Esercito del Libano del Sud (una milizia cristiana appoggiata da Israele). Il soldato semplice Stephen Griffin, del 46º Battaglione irlandese, venne colpito alla testa e morì. Due giorni dopo, un gruppo di tre soldati irlandesi, un ufficiale americano, un ufficiale francese e due giornalisti si stavano recando ad un postazione delle Nazioni Unite vicino al confine israeliano quando vennero intercettati da membri dell'E.L.S. Il soldato semplice John O'Mahony di Killarney, nella contea di Kerry, venne colpito e ferito e i suoi due compagni, i soldati Thomas Barrett di Cork e Derek Smallhorne di Dublino vennero portati via. Entrambi gli uomini vennero trovati uccisi nelle vicinanze, con i loro corpi che mostravano segni di tortura.
Un'altra invasione israeliana nel 1982 costrinse l'OLP a lasciare il Libano meridionale e occupò l'area. I successivi diciotto anni fino al 2000 hanno visto la guerriglia prolungata tra le forze israeliane, i loro alleati nell'Esercito del Libano del Sud ed Hezbollah. L'UNIFIL venne colta nel mezzo di questo conflitto. Il ruolo del battaglione irlandese consisteva nel presidiare i checkpoint e i posti di osservazione e nel montare pattuglie. Un totale di 47 soldati venne ucciso. Oltre al mantenimento della pace, gli irlandesi fornirono aiuti umanitari alla popolazione locale, ad esempio aiutando l'orfanotrofio di Tibnin. Dal 25 aprile 1995 al 9 maggio 1996, il generale di brigata P. Redmond fu vice comandante della forza dell'UNIFIL durante un periodo che coincise con l'offensiva israeliana Operazione Grappoli d'Ira nel 1996.
La maggior parte delle truppe irlandesi vennero ritirate dal Libano nel 2001, in seguito all'evacuazione israeliana delle loro forze l'anno precedente. Tuttavia, 11 soldati irlandesi rimasero lì come osservatori. Erano presenti durante la guerra del Libano del 2006. Dopo questo conflitto, l'UNIFIL venne rinforzata e una compagnia di fanteria meccanizzata di 165 soldati irlandesi venne schierata nel sud del Libano. Il loro ruolo era quello di fornire protezione perimetrale per un'unità di ingegneria dell'esercito finlandese. Dopo 12 mesi, il 1º Battaglione finlandese/irlandese cessò le operazioni e venne dimesso dal servizio dopo aver completato il suo mandato con l'UNIFIL. Un certo numero di personale irlandese rimase in servizio presso la sede dell'UNIFIL nel sud del Libano.
I battaglioni irlandesi tornarono in Libano nel 2011 - inizialmente con circa 480 soldati schierati nella regione. Ciò venne ridotto a circa 330 soldati nel maggio 2013, e ad oltre 10 soldati nel novembre 2013. A maggio 2016, c'erano 194 soldati irlandesi schierati presso l'UNIFIL in servizio a fianco delle forze armate finlandesi come parte di un battaglione congiunto che è attualmente sotto il comando finlandese. L'Irlanda assunse il comando del battaglione dalla Finlandia nel novembre 2016, momento in cui un'ulteriore compagnia di circa 150 persone venne schierata presso l'UNIFIL portando il contributo dell'Irlanda di questa missione a 340 persone.

### Iran ed Iraq
Dall'agosto 1988 al maggio 1991, i soldati irlandesi sono stati schierati sotto la forza delle Nazioni Unite UNIIMOG, al confine tra Iraq e Iran per supervisionare il ritiro delle forze di entrambe le parti all'interno dei rispettivi confini dopo la fine della guerra Iran-Iraq. Gli irlandesi fornirono 177 dei 400 membri del personale UNIIMOG coinvolti nella missione. La missione terminò nel 1991, quando Iran e Iraq completarono il ritiro delle loro truppe. Un piccolo numero di osservatori irlandesi fu di stanza in Kuwait dal 1991 al 2002 come parte di UNIKOM.

### Somalia ed Eritrea
Nel 1993, 100 soldati che formarono una compagnia trasporti vennero schierati in Somalia, come parte della missione di pace UNOSOM II. Nel dicembre 2001, 221 soldati irlandesi vennero inviati in Eritrea come parte di UNMEE, e vennero incaricati della difesa del quartier generale delle Nazioni Unite lì.

### Bosnia e Kosovo
Nel 1997 un'unità dell'Irish Army Military Police e alcune altre truppe vennero schierate in Bosnia come parte di SFOR (1995–2005) ed EUFOR (dicembre 2005-in corso). La compagnia MP aveva sede nel quartier generale della SFOR a Sarajevo e controllava gli 8.000 soldati SFOR di stanza nell'area. Dal 1999 al 2010, una compagnia di truppe irlandesi fu di stanza nel Kosovo come parte della KFOR.

### Timor Est
Nel luglio 1999, ufficiali irlandesi sono stati inviati a Timor Est come parte del gruppo di osservatori UNAMET (Referendum sull'indipendenza di Timor). In ottobre, un plotone di Rangers (1 Ircon) dell'Army Ranger Wing (ARW) venne inviato come parte della forza di pace INTERFET dopo il referendum. Il plotone ARW servì nella compagnia di ricognizione del 1st Battalion, Royal New Zealand Regiment (1 RNZIR) Battalion Group per un tour di quattro mesi. INTERFET passò ad UNTAET durante il tour di ARW 2 Ircon nel 2000. Il terzo contingente a Timor Est (3 Ircon) nel giugno 2000 segnò una nuova partenza per le Defence Forces, poiché tutte le sezioni di fanteria vennero tratte dal 2º Battaglione fanteria. La fine del 2000 ha visto il 12º fanteria rifornire il 4 Ircon. Nove contingenti in totale vennero schierati tra cui il 4º Battaglione fanteria, il 5º Battaglione fanteria, il 28º Battaglione fanteria, il 1 Cathlán Coisithe ed infine il 6º Battaglione fanteria sotto UNMISET fino a maggio 2004.

### Liberia
Dopo il novembre 2003, le truppe irlandesi erano di stanza in Liberia come parte dell'UNMIL. La missione liberiana era il più grande schieramento irlandese all'estero dal Libano e consisteva in un unico battaglione composito. La forza delle Nazioni Unite, l'UNMIL, era composta da 15.000 uomini ed era stata incaricata di stabilizzare il paese dopo la seconda guerra civile liberiana. Le truppe irlandesi erano situate a Camp Clara, vicino a Monrovia e avevano il compito di agire come "Quick Reaction Force" (QRF) del comandante della forza nell'area di Monrovia. Ciò significava la messa in sicurezza di luoghi chiave, la ricerca di armi detenute illegalmente, il pattugliamento e la sorveglianza dei posti di blocco sulle strade principali e la sicurezza dei civili minacciati di violenza. Lo schieramento irlandese in Liberia doveva concludersi nel novembre 2006. Tuttavia, a quel tempo lo schieramento venne esteso per altri 6 mesi fino a maggio 2007. Durante lo schieramento dell'UNMIL, un distaccamento d'Irish Army Rangers salvò con successo un gruppo di civili tenuti in ostaggio da uomini armati liberiani rinnegati. Agendo sull'intelligence, venti ranger armati fino ai denti vennero lanciati da un elicottero, liberando gli ostaggi e catturando il capo dei ribelli. In tutto i seguenti battaglioni vennero coinvolti in 2.745 missioni cumulative sotto l'UNMIL:
- 90th Infantry Battalion (4th Western Brigade) - nov 2003-mag 2004
- 91st Infantry Battalion (2nd Eastern Brigade) - mag 2004-nov 2004
- 92nd Infantry Battalion (1st Southern Brigade) - nov 2004-mag 2005
- 93rd Infantry Battalion (4th Western Brigade) - mag 2005-nov 2005
- 94th Infantry Battalion (2nd Eastern Brigade) - nov 2005-mag 2006
- 95th Infantry Battalion (1st Southern Brigade) - mag 2006-nov 2006
- 96th Infantry Battalion (4th Western Brigade) - nov 2006-mag 2007

### Ciad
Nell'agosto 2007, il governo irlandese annunciò che 200 soldati irlandesi sarebbero stati inviati a sostenere lo sforzo delle Nazioni Unite nell'ambito dell'EUFOR Chad/CAR. Nel 2008 erano statii schierati 500 soldati - 54 dei quali erano Irish Army Rangers. Nell'annunciare la missione, il Ministro della Difesa riconobbe la natura regionale della crisi, che aveva comportato instabilità nel Darfur, nel Ciad e nella Repubblica Centrafricana. In conformità con i loro termini di riferimento, lo spiegamento delle forze irlandesi era limitato al Ciad. L'Irlanda fornì il secondo più grande contingente di soldati all'EUFOR Chad/CAR, dopo la Francia, come parte della missione per stabilire la pace in Ciad e per proteggere i rifugiati dal vicino Darfur. I soldati irlandesi condussero operazioni relative alla fornitura di aiuti umanitari, alla protezione dei civili e alla sicurezza del personale delle Nazioni Unite. C'erano un certo numero di schieramenti nella missione, a rotazione ogni quattro mesi, con il contingente finale che completò il suo tour nel maggio 2010:
- 97th Infantry Battalion - giugno 2008-ott 2008
- 98th Infantry Battalion - ott 2008-gen 2009
- 99th Infantry Battalion - gen 2009-mag 2009
- 100th Infantry Battalion - mag 2009-ott 2009
- 101st Infantry Battalion - ott 2009-gen 2010
- 102nd Infantry Battalion - gen 2010-mag 2010[47]

### Siria
Nel 2013 le Nazioni Unite chiesero all'Irlanda d'inviare forze di pace come parte della United Nations Disengagement Observer Force (UNDOF) nella regione del Golan in Siria, per cercare di contenere la guerra civile siriana dalla diffusione in Israele. Il 43º Gruppo fanteria, composto da 115 persone, venne schierato in Siria nel settembre 2013. Il gruppo ha il compito principalmente di fungere da riserva mobile della forza all'interno dell'area di responsabilità dell'UNDOF. Le forze di pace irlandesi vennero attaccate dai ribelli siriani il 29 novembre 2013. Il convoglio irlandese finì sotto il fuoco di armi di piccolo calibro e un APC Mowag colpì successivamente una mina terrestre, danneggiando il veicolo, quando uscì dall'attacco. Gli irlandesi risposero al fuoco con mitragliatrici pesanti da 12,7 mm (calibro 0,50) montate sui loro veicoli prima che i ribelli si ritirassero.
Gli irlandesi sono stati coinvolti in una missione di combattimento nell'agosto 2014 dopo che 44 soldati filippini delle Nazioni Unite vennero catturati dalla milizia ribelle Al Nusra. Alcuni dei soldati delle Nazioni Unite riuscirono a fuggire e una scorta corazzata del 44º Gruppo fanteria irlandese scortò i soldati filippini in salvo. Venne fatto fuco con mitragliatrici pesanti ma non ci furono vittime da parte delle Nazioni Unite. Il ministro degli Esteri irlandese dichiarò che avrebbe ritirato il contingente irlandese dal Golan a meno che non fossero state fornite garanzie sulla loro sicurezza. "Non vogliamo che le truppe irlandesi o il contingente delle Nazioni Unite vengano trascinati in una guerra civile siriana"', disse. Le truppe irlandesi vennero ritirate nel Golan occupato da Israele nel 2014. Tuttavia, alla fine del 2016, 138 soldati irlandesi rimasero schierati nella regione sotto l'UNDOF. Alla fine del 2018 il contingente delle Nazioni Unite tornò sul lato siriano del confine di fatto dopo che le forze governative siriane presero Dar'a e Quneitra dalle forze ribelli nell'offensiva della Siria meridionale del 2018.

## Mansioni

### Mansioni di confine
A casa, l'esercito fu schierato per aiutare la Garda Síochána (la forza di polizia) lungo il confine con l'Irlanda del Nord durante il conflitto noto come The Troubles (1969–1998). All'inizio degli anni '70, venne suggerito che l'esercito potesse attraversare il confine per proteggere la comunità nazionalista irlandese all'interno dell'Irlanda del Nord. Ciò non fu mai attuato, sebbene le unità vennero trasferite nella regione di confine nel 1969-70 durante la battaglia di Bogside, al fine di fornire supporto medico ai feriti nei combattimenti.

### Aiuto al potere civile
Il più grande aiuto dell'esercito al ruolo di potere civile sono le sue scorte di trasporto valori con oltre 2000 missioni svolte ogni anno. Tutte le grandi spedizioni di contanti all'interno dello Stato sono state fornite con una scorta militare armata dal 1978. L'esercito fornisce sicurezza armata 24 ore su 24 alla Prigione di massima sicurezza di Portlaoise e scorte armate per il servizio carcerario che trasportano i criminali più pericolosi d'Irlanda. La Central Bank of Ireland chiese al governo di mettere in atto piani di emergenza per fornire la sicurezza armata delle forze di difesa per le principali banche irlandesi per i timori per l'ordine pubblico se si fosse verificata una carenza di liquidità al culmine della crisi finanziaria del 2008/2009.

## Attuali schieramenti oltremare
Al 1º dicembre 2015, 493 membri delle Defence Forces prestavano servizio in 12 diverse missioni in tutto il mondo, tra cui Libano (UNIFIL), Siria (UNDOF), Medio Oriente (UNTSO), Kosovo ( KFOR), Gruppo tattico 2016 a guida tedesca e altre nomine di osservatori e personale nelle postazioni di Nazioni Unite, UE, OSCE e PfP. I schieramenti più grandi includono:
- Libano (UNIFIL) 51 Infantry Group[58]
- Siria (UNDOF) 50 Infantry Group[58]

## Addestramento

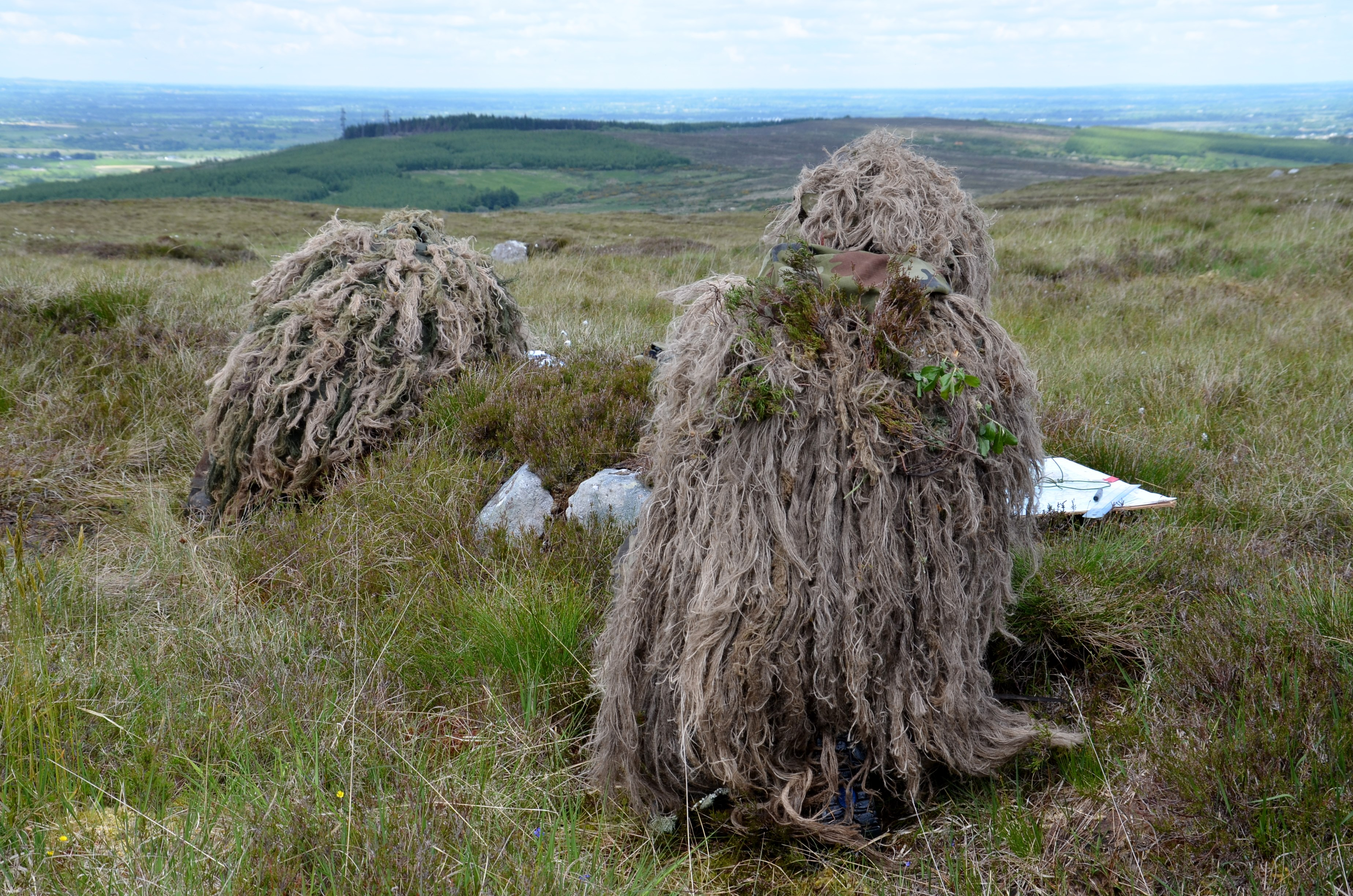
Due soldati che indossano una ghillie suit per nascondersi durante l'addestramento da cecchino

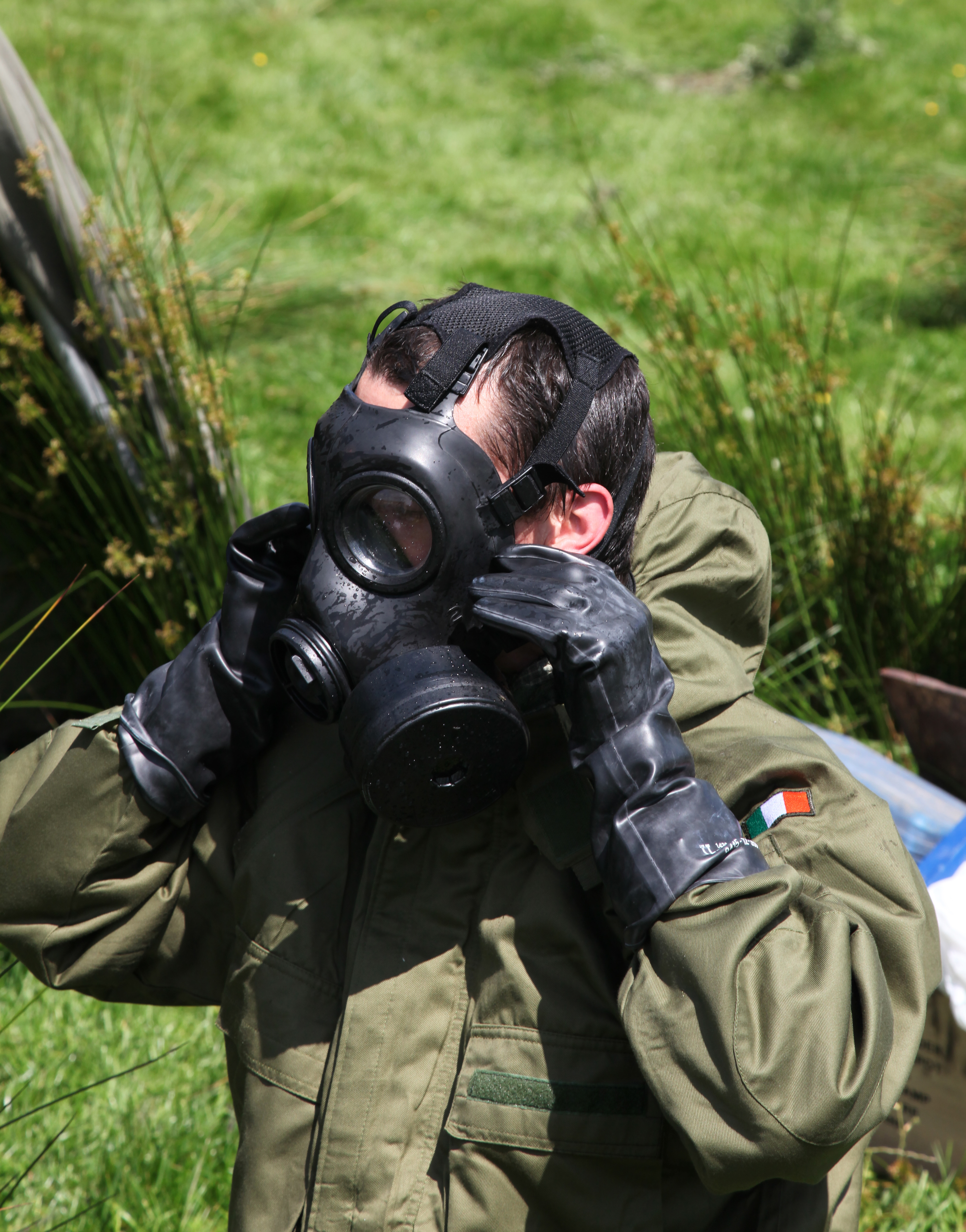
Addestramento chimico, biologico, radiologico e nucleare (CBRN)

Tutti i membri arruolati dell'esercito subiscono 29 settimane di addestramento per diventare un soldato di fanteria completamente addestrato. Le prime 17 settimane sono di addestramento reclute, dopodiché essi diventano un soldato a 2 stelle. Quindi subiscono altre 12 settimane di addestramento avanzato, dopo di che terminano l'addestramento come soldati a 3 stelle, soldati o artiglieri a seconda dei rispettivi corpi. Durante queste 29 settimane continue di addestramento, sono tenuti a vivere in caserma. L'esercito recluta sia uomini che donne.
L'addestramento al reclutamento include esercitazione a piedi, esercitazione sulle armi, artigianato da campo, medicina, operazioni radio, tiro con il fucile, combattimento a mani nude, contro-IED, addestramento fisico tattico e quotidiano (PT). Durante questa fase di addestramento, vengono anche addestrati con le armi su fucile Steyr, mitragliatrici ad uso generale e granate.
Al termine dell'addestramento di reclutamento, i soldati diventano soldati a 2 stelle e iniziano immediatamente l'addestramento a 3 stelle. Ciò include un addestramento più avanzato di tutto ciò che è coperto dall'addestramento delle reclute più addestramento antisommossa, navigazione, CBRN, esercitazioni con elicotteri, sopravvivenza, FIBUA, addestramento ATCP, addestramento tattico di tiro dal vivo, ecc. Ricevono anche ulteriore addestramento sulle armi sul lanciagranate M203 e sull'arma anti-corazzato a corto raggio.
Durante il loro servizio, i soldati devono completare i corsi d'addestramento specialistico per soldati addestrati per migliorare le loro abilità e per la promozione.

## Organizzazione
L'esercito ha uno stabilimento di 7.310 soldati e consiste di due brigate. Prima del 2012 l'esercito era diviso in tre brigate, organizzate per essere responsabili di un'area geografica dello Stato: Meridionale, Orientale ed Occidentale. A seguito delle decisioni di bilancio nel 2011, l'esercito venne riorganizzato alla fine del 2012 in una struttura a due brigate. L'elemento di addestramento dell'esercito, il Defence Forces Training Centre, opera indipendentemente dalla struttura della brigata.
- Irish Army

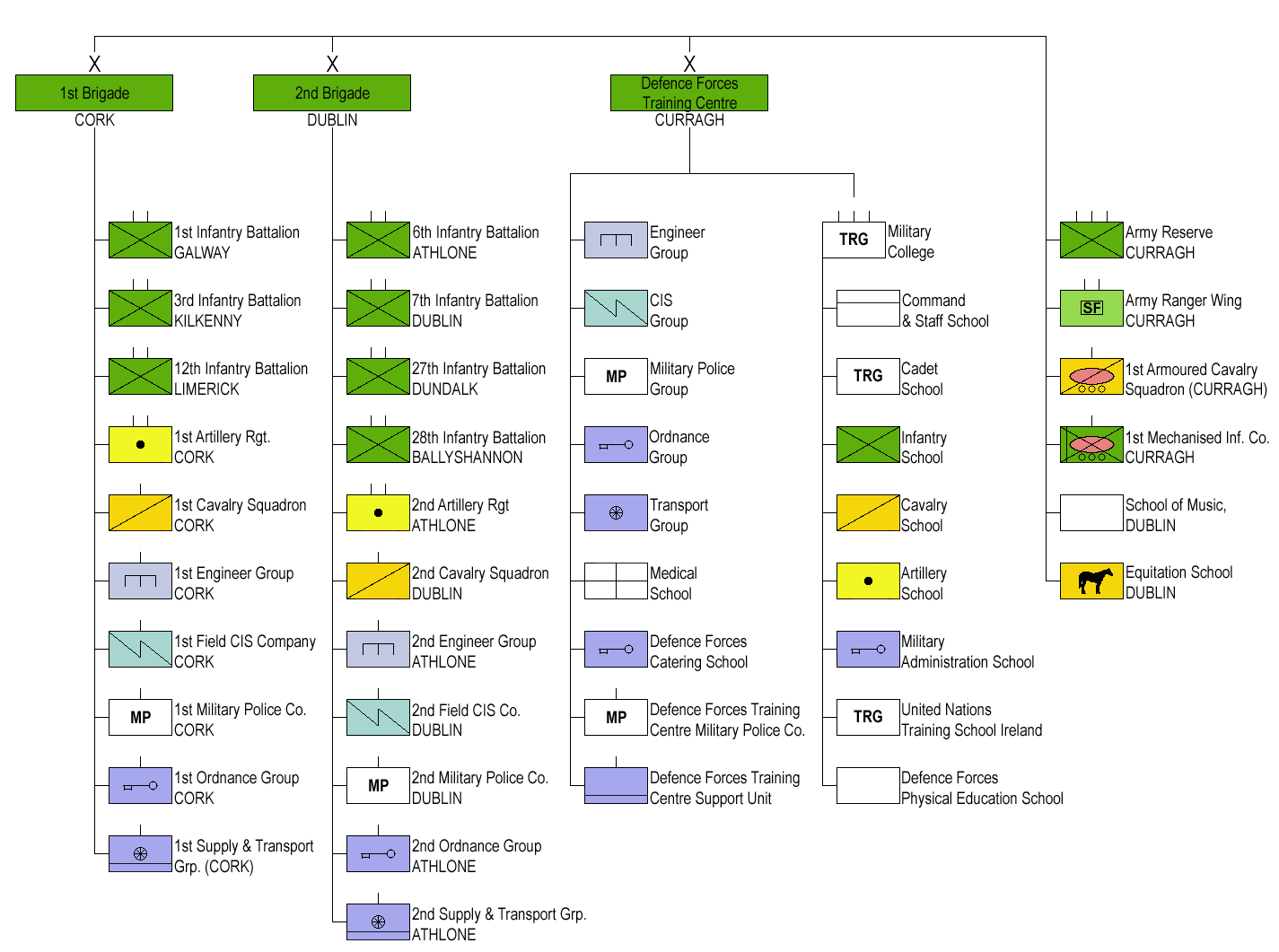
Struttura dell'Irish Army

  - 1st Brigade, alla Collins Barracks a Cork
  - 2nd Brigade, alla Cathal Brugha Barracks a Dublino
  - Defence Forces Training Centre, al Curragh Camp nel Curragh
  - Army Ranger Wing, al Curragh Camp nel Curragh
  - Army Reserve

## Corpi dell'esercito

### Infantry Corps
L'Infantry Corps rappresenta la componente più numerosa ed è il corpo operativo dell'Esercito. Deve essere preparato per uno schieramento tattico in qualsiasi luogo con breve preavviso. In tempo di guerra ciò significa che i suoi membri saranno tra le truppe di prima linea nella difesa dello stato irlandese. In tempo di pace, possono essere visti svolgere quotidianamente compiti operativi in aiuto al potere civile come fornire scorta a carichi di denaro, prigionieri o esplosivi, pattuglie di installazioni statali vitali e pattuglie di confine, compresi i checkpoint.

### Artillery Corps

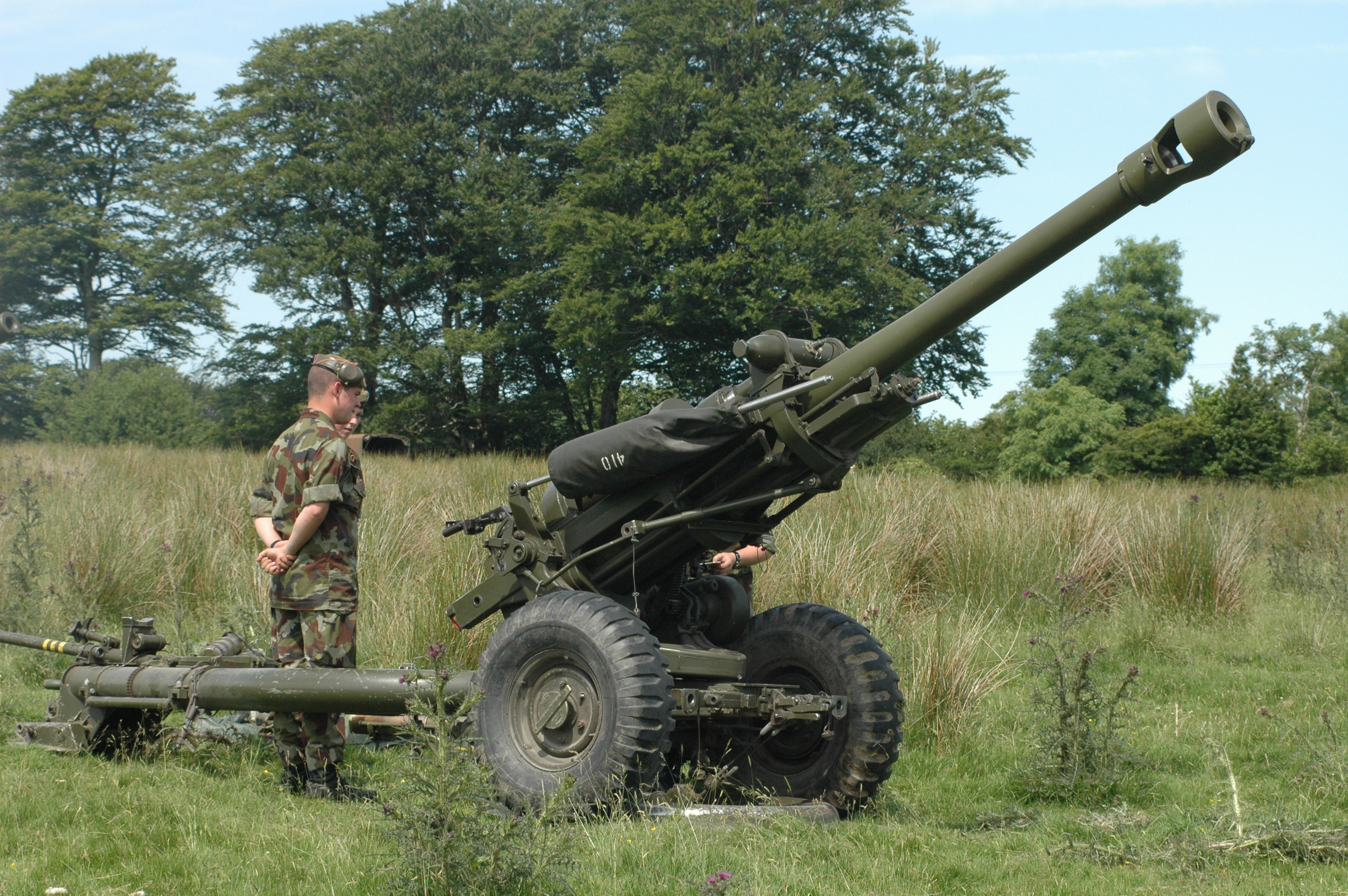
L118 Light Gun da 105mm con equipaggio dell'Artillery Corps (Army Reserve)

L'Artillery Corps fornisce supporto di fuoco come richiesto dalla fanteria o da elementi corazzati. Il Corpo venne fondato nel 1924 e oggi è composto da due armi principali: Artiglieria da campagna e Difesa Aerea. Tra di loro, le due armi del Corpo forniscono diversi servizi vitali;
- Supporto di fuoco di fanteria o di truppe corazzate.
- Difesa aerea da terra a bassa quota.
- Supporto della batteria da campagna leggera al battaglione irlandese d'oltremare.
- Aiuto alle mansioni del potere civile.

Ogni brigata ha un singolo reggimento di artiglieria.

### Cavalry Corps

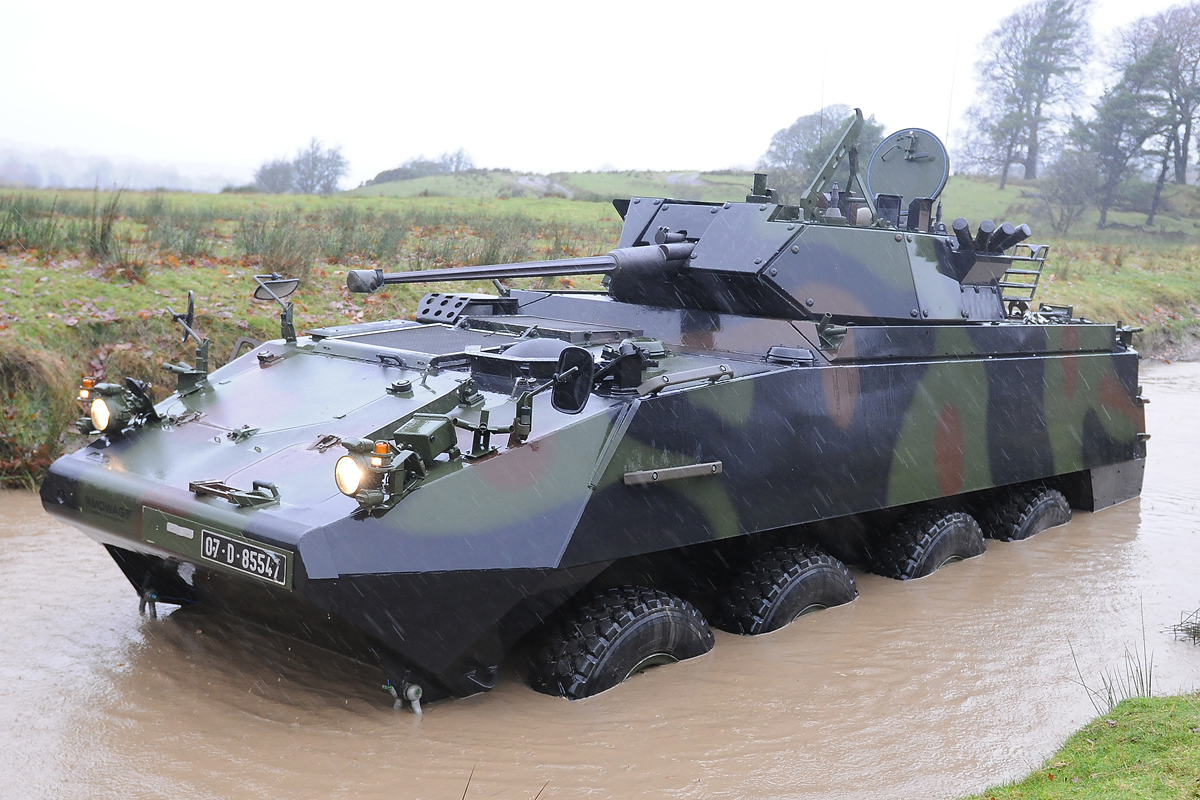
MOWAG Piranha del Cavalry Corps

Il Cavalry Corps è la formazione di ricognizione corazzata dell'esercito.

### Engineer Corps
L'Engineer Corps è l'unità del Genio di combattimento delle Defence Forces. Il Genio è responsabile di tutte le questioni d'ingegneria militare nelle Defence Forces.

### Ordnance Corps

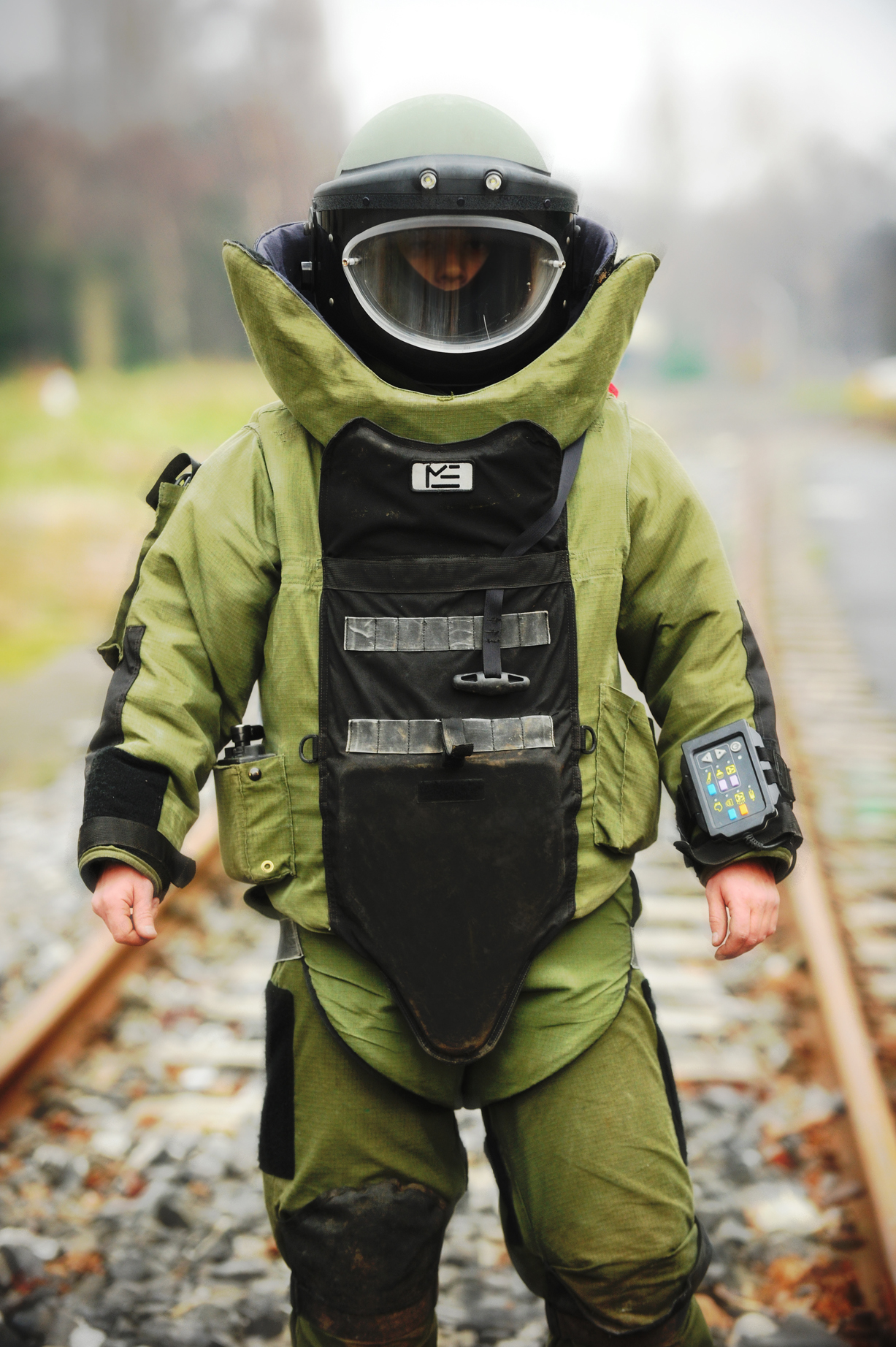
Un membro di una squadra di eliminazione degli ordigni esplosivi (EOD) dell'esercito irlandese

La responsabilità per l'approvvigionamento e la manutenzione di tutto l'equipaggiamento d'artiglieria è conferito all'Ordnance Corps e comprende uno spettro di equipaggiamenti che vanno dai missili antiaerei e armamenti navali alle uniformi indossate dal personale militare. Il corpo è anche responsabile per l'approvvigionamento di cibo e la fornitura di servizi di ristorazione commerciale. Questi compiti sono di natura tecnica e il personale del corpo è adeguatamente qualificato e con l'esperienza per consentire la valutazione tecnica di sistemi d'arma completi, incluse anche le armi, le munizioni, gli strumenti di controllo del fuoco e le apparecchiature per la visione notturna. L'Ordnance Corps fornisce lo smaltimento di ordigni esplosivi improvvisati all'interno dello stato, a sostegno della Garda Síochána. I corsi sono condotti per il proprio personale e per gli studenti delle forze armate e di polizia di altre nazioni. Il personale dell'Ordnance Corps continua a servire nelle missioni all'estero e costituisce una componente essenziale delle missioni che coinvolgono le truppe.

### Transport Corps
Il Transport Corps è responsabile dell'approvvigionamento, della gestione e della manutenzione dei veicoli a pelle morbida e della manutenzione dei veicoli blindati. È anche responsabile degli standard di guida, dell'addestramento e della certificazione, nonché della fornitura di carburanti e lubrificanti per veicoli e di alcuni aspetti logistici, come le capacità di sollevamento di carichi pesanti.

### Medical Corps
Il Medical Corps è responsabile della promozione della salute e della cura del personale malato o ferito, e ha fornito supporto medico e dentistico in tutte le principali missioni dell'esercito delle Nazioni Unite. Come con armi simili in altre forze armate, a volte forniscono anche assistenza umanitaria alle popolazioni civili locali, fornendo assistenza medica laddove i servizi sanitari locali non funzionano adeguatamente.

### Military Police Corps
La Polizia militare (in irlandese: Póilíní Airm, da qui il soprannome "PAs") è responsabile della prevenzione e dell'investigazione dei reati, dell'applicazione della disciplina e del controllo generale delle Defence Forces. In tempo di guerra, compiti aggiuntivi includono la fornitura di un'organizzazione di controllo del traffico per consentire il rapido spostamento delle formazioni militari nelle aree di missione. Altre regole in tempo di guerra includono il controllo dei prigionieri di guerra e dei rifugiati. Tradizionalmente, la Polizia Militare ha avuto un coinvolgimento in occasioni statali e cerimoniali. Negli ultimi anni la Polizia Militare è stata schierata nelle missioni dell'ONU (come Iran e Iraq) e successivamente nell'ex Jugoslavia (SFOR). La Gardaí assiste nel fornire formazione specialistica di polizia alla polizia militare nel campo delle indagini sulla criminalità.

### Communications & IT Corps
Il Communications and Information Services (CIS) Corps è un corpo di supporto responsabile dell'installazione, della manutenzione e del funzionamento delle apparecchiature di telecomunicazione e dei sistemi informativi.

## Gradi militari

### Ufficiali
| Parata        |                       |                       |                  |                  |                       |                       |            |            |                       |                       |            |            |          |          |             |             |             |                  |                  |                  |                             |                             |                             |                             |                             |                             |                             |                             |                             |                             |                             |                             |
| Operativo     |                       |                       |                  |                  |                       |                       |            |            |                       |                       |            |            |          |          |             |             |             |                  |                  |                  |                             |                             |                             |                             |                             |                             |                             |                             |                             |                             |                             |                             |
| Irlandese     | Leifteanant-ghinearál | Leifteanant-ghinearál | Maor-ghinearál   | Maor-ghinearál   | Briogáidire-ghinearál | Briogáidire-ghinearál | Coirnéal   | Coirnéal   | Leifteanant-choirnéal | Leifteanant-choirnéal | Ceannfort  | Ceannfort  | Captaen  | Captaen  | Leifteanant | Leifteanant | Leifteanant | Dara leifteanant | Dara leifteanant | Dara leifteanant | Dalta sinsir                | Dalta sinsir                | Dalta sinsir                | Dalta sinsir                | Dalta sinsir                | Dalta sinsir                | Dalta sóisir                | Dalta sóisir                | Dalta sóisir                | Dalta sóisir                | Dalta sóisir                | Dalta sóisir                |
| Traduzione    | Tenente generale      | Tenente generale      | Maggior generale | Maggior generale | Generale di brigata   | Generale di brigata   | Colonnello | Colonnello | Tenente colonnello    | Tenente colonnello    | Comandante | Comandante | Capitano | Capitano | Tenente     | Tenente     | Tenente     | Sottotenente     | Sottotenente     | Sottotenente     | Allievo ufficiale superiore | Allievo ufficiale superiore | Allievo ufficiale superiore | Allievo ufficiale superiore | Allievo ufficiale superiore | Allievo ufficiale superiore | Allievo ufficiale inferiore | Allievo ufficiale inferiore | Allievo ufficiale inferiore | Allievo ufficiale inferiore | Allievo ufficiale inferiore | Allievo ufficiale inferiore |
| Abbreviazione | Tn gen                | Tn gen                | Mag gen          | Mag gen          | Gen brg               | Gen brg               | Col        | Col        | Tn col                | Tn col                | Comdt      | Comdt      | Cap      | Cap      | Tn          | Tn          | Tn          | Stn              | Stn              | Stn              | All                         | All                         | All                         | All                         | All                         | All                         | All                         | All                         | All                         | All                         | All                         | All                         |

### Sottufficiali
| Parata        |                                   |                                   |                                   |                                   |                                   |                                   |                                       |                                      |                                       |                                       |                                              |                                              |                                              |                                              |                                              |                                              |          |          |          |          |          |          |           |           |           |                   |                            |                            |                            |                            |                            |                            |                            |                            | No insignia | No insignia |
| Operativo     |                                   |                                   |                                   |                                   |                                   |                                   |                                       |                                      |                                       |                                       |                                              |                                              |                                              |                                              |                                              |                                              |          |          |          |          |          |          |           |           |           |                   |                            |                            |                            |                            |                            |                            |                            |                            | No insignia | No insignia |
| Irish         | Maor-sáirsint cathláin/reisiminte | Maor-sáirsint cathláin/reisiminte | Maor-sáirsint cathláin/reisiminte | Maor-sáirsint cathláin/reisiminte | Maor-sáirsint cathláin/reisiminte | Maor-sáirsint cathláin/reisiminte | Ceathrúsháirsint cathláin/reisiminte  | Ceathrúsháirsint cathláin/reisiminte | Sáirsint complachta/ceallraí/scuadrún | Sáirsint complachta/ceallraí/scuadrún | Ceathrúsháirsint complacht/ceallraí/scuadrún | Ceathrúsháirsint complacht/ceallraí/scuadrún | Ceathrúsháirsint complacht/ceallraí/scuadrún | Ceathrúsháirsint complacht/ceallraí/scuadrún | Ceathrúsháirsint complacht/ceallraí/scuadrún | Ceathrúsháirsint complacht/ceallraí/scuadrún | Sáirsint | Sáirsint | Sáirsint | Sáirsint | Sáirsint | Sáirsint | Ceannaire | Ceannaire | Ceannaire | Ceannaire         | Saighdiúr singil, 3 réalta | Saighdiúr singil, 3 réalta | Saighdiúr singil, 2 réalta | Saighdiúr singil, 2 réalta | Saighdiúr singil, 2 réalta | Saighdiúr singil, 2 réalta | Saighdiúr singil, 2 réalta | Saighdiúr singil, 2 réalta | Earcach     | Earcach     |
| Traduzione e  | Sergente maggiore                 | Sergente maggiore                 | Sergente maggiore                 | Sergente maggiore                 | Sergente maggiore                 | Sergente maggiore                 | Sergente quartiermastro di reggimento | Sergente di compagnia                | Sergente di compagnia                 | Sergente quartiermastro di compagnia  | Sergente quartiermastro di compagnia         | Sergente quartiermastro di compagnia         | Sergente quartiermastro di compagnia         | Sergente quartiermastro di compagnia         | Sergente quartiermastro di compagnia         | Sergente                                     | Sergente | Sergente | Sergente | Sergente | Sergente | Caporale | Caporale  | Caporale  | Caporale  | Soldato, 3 stelle | Soldato, 3 stelle          | Soldato, 2 stelle          | Soldato, 2 stelle          | Soldato, 2 stelle          | Soldato, 2 stelle          | Soldato, 2 stelle          | Soldato, 2 stelle          | Recluta                    | Recluta     |             |
| Abbreviazione | BSM/RSM                           | BSM/RSM                           | BSM/RSM                           | BSM/RSM                           | BSM/RSM                           | BSM/RSM                           | BQMS/RQMS                             | BQMS/RQMS                            | CS/BS/SS                              | CS/BS/SS                              | CQ/BQ/SQ                                     | CQ/BQ/SQ                                     | CQ/BQ/SQ                                     | CQ/BQ/SQ                                     | CQ/BQ/SQ                                     | CQ/BQ/SQ                                     | Sgt      | Sgt      | Sgt      | Sgt      | Sgt      | Sgt      | Cpl       | Cpl       | Cpl       | Cpl               | Pte/Gnr/Tpr 3*             | Pte/Gnr/Tpr 3*             | Pte 2*                     | Pte 2*                     | Pte 2*                     | Pte 2*                     | Pte 2*                     | Pte 2*                     | Rec         | Rec         |

## Equipaggiamento

### Armi
L'esercito ha storicamente acquistato e utilizzato armi ed equipaggiamento da altri paesi occidentali, principalmente da nazioni europee. L'Irlanda ha un'industria degli armamenti molto limitata e raramente produce i propri armamenti.

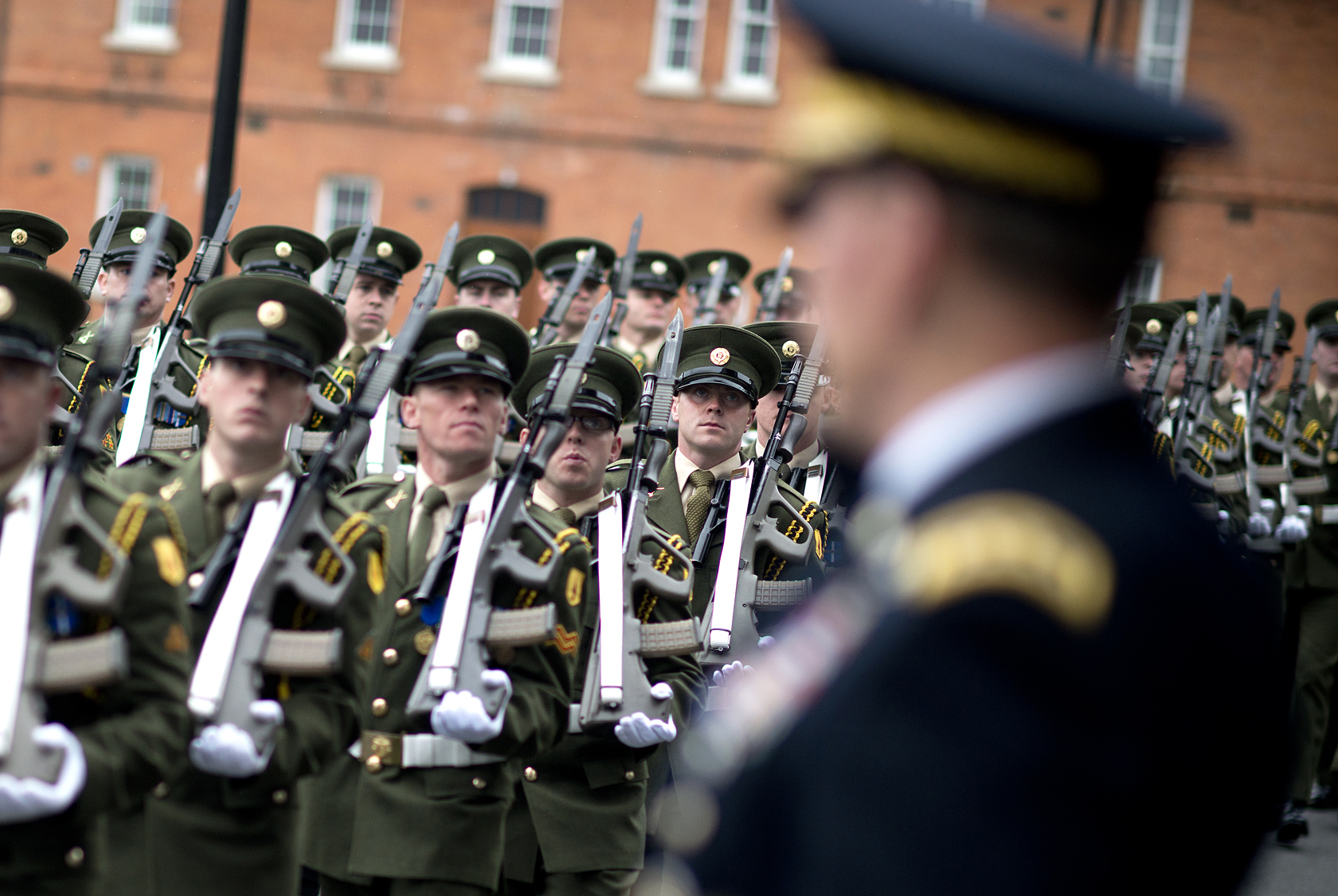
Parata dell'esercito (marzo passato) con i fucili di servizio Steyr AUG in uniforme di servizio

Fin dalla sua fondazione, l'esercito usò il fucile Lee–Enfield .303 di fabbricazione britannica, che sarebbe stato il caposaldo per molti decenni. Negli anni '60 avvenne una certa modernizzazione con l'introduzione del fucile da battaglia FN FAL da 7,62 mm di fabbricazione belga. Dal 1989 il fucile di servizio per l'esercito è il fucile d'assalto Steyr AUG da 5,56 mm di fabbricazione austriaca (utilizzato da tutte le armi delle Defence Forces).
Altre armi in uso dall'esercito includono la pistola USP da 9 mm, il lanciagranate M203, la mitragliatrice FN MAGì, la mitragliatrice M2 Browning, il fucile di precisione Accuracy International Arctic Warfare, lo SRAAW AT4, il missile guidato anticarro FGM-148 Javelin, l'obice L118 105mm, ed il sistema missilistico terra-aria RBS-70.

### Veicoli

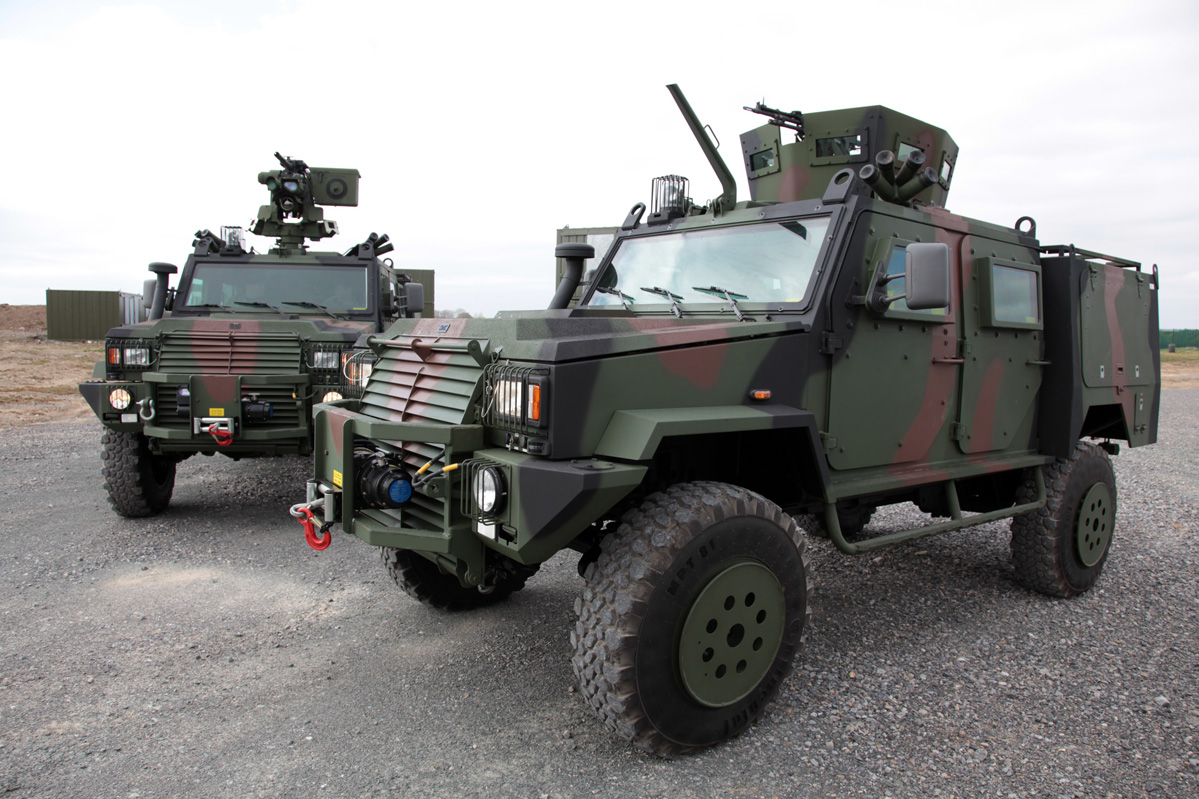
The RG Outrider, in use with the Irish Army in various roles

L'esercito ha acquistato 80 veicoli trasporto truppe Mowag Piranha di fabbricazione svizzera che sono diventati il veicolo principale dell'esercito nel ruolo di fanteria meccanizzata. Questi sono equipaggiati con la HMG da 12,7 mm, o con il cannone automatico Oto Melara da 30 mm. L'esercito gestisce un numero di RG Outrider.